# Absurdistán (film, 2006)
Absurdistán ( v anglickém originále Idiocracy) je americký satirický sci-fi film z roku 2006, který režíroval Mike Judge. Snímek vypráví příběh dvou průměrných lidí, muže a ženy, kteří se zúčastnili tajného vojenského experimentu hibernace, jenž je vinou náhod přenesl daleko do budoucnosti, až do roku 2505. Oba se poté musí potýkat s poměry v antiutopické společnosti, která za posledních 500 let vinou ignoranství, vlivu reklamních kampaní a mravní dekadence zdegenerovala a zhloupla natolik, že se oba stali nejchytřejšími lidmi na světě.
Po natočení nebyl film představen filmovým kritikům a v kinech se objevil jen krátce. Společnost 20th Century Fox byla nařknuta ze zanechání projektu, avšak přesto vydělal téměř půl milionu dolarů, byl oceněn kritikou a stal se z něj kultovní film.

## Děj
Píše se rok 2005 a mladý desátník Joe Bauers, jenž slouží u americké armády jako archivář na základně nedaleko Washingtonu, byl vybrán k testu přísně tajného vojenského zařízení, které mělo uchovat nejlepší vojenské piloty „na horší časy“ v hibernaci. Test měl trvat jeden rok a Joe byl vybrán díky svým průměrným vlastnostem od vzhledu, inteligence, chování až po zázemí (bez rodiny). Jelikož v armádě nepůsobila žádná žena s podobně průměrnými charakteristikami, najal poručík Collins mladou prostitutku Ritu, když podplatil jejího pasáka, známého jako „Upgrayedd.“ Před zmrazením si Joe s Ritou krátce promluvil a domníval se, že je malířkou. Rita kývnula, že jí skutečně je. Avšak ještě před ukončením experimentu byli poručík Collins i Upgrayedd zatčeni za obchod s lidmi na armádní půdě. Samotná základna byla srovnána buldozery se zemí a zrušena, přičemž se na projekt hibernace zapomnělo a Joe s Ritou zůstali ve svých kryogenních rakvích uvězněni na celá staletí.
Na místě bývalé základny vznikla obří hora odpadků, která se jednoho dne zřítila jako obří lavina do přilehlého města, které bylo vším, co zbylo z Washingtonu D.C. Joeova rakev se sklouzla až do příbytku Frita Pendeja, sledujícího zvrhlý pořad „Au, moje koule.“ Hibernace se deaktivovala a Joea čekalo probuzení do světa, který sotva poznával, a také vyhození z bytu Fritem přímo do odpadků sesunutých do města. Venku Joe viděl plastová obydlí „domistily“ i obyvatele, kteří vypadali a chovali se jako neinteligentní a morbidní burani, schopní komunikovat pouze směsí hrubého, sprostého argotu, chrochtání a sexistických gest, kteří se většinou jmenovali podle značek firem. Domníval se, že trpí halucinacemi, proto zamířil do nemocnice, ledabyle postavené, kde viděl jen špínu, prach a recepční, jež mu sotva rozuměla, takže ho poslala k doktorovi vyšetřující neznámé potíže. Také zjistil, že nikde neteče voda, pouze podivná zelená limonáda. Při vyšetření nekompetentním doktorem připomínajícího narkomana si prohlédl z okna zdevastované okolí a s pohledem na účtenku a časopis s datem 3. března 2505 si konečně uvědomil, co se stalo s ním i s lidstvem jako takovým. Propadl panice, stejně jako doktor, který zjistil, že Joe nemá „tetování,“ tudíž nemá čím zaplatit.
Joe sice utekl pryč, ale večer byl při shánění potravy u automatu zatčen. Druhý den ráno poznal krutost spravedlnosti počátku 26. století, když stál u soudu za nezaplacení v nemocnici a za to, že neměl na ruce identifikační tetování. Jeho právníkem byl Frito, který však namísto obhajoby Joeovi ještě více přitížil, a ten byl odsouzen k těžkému žaláři. Mezitím se probrala z kryogenního spánku i Rita, která nevěděla, kde se ocitla, ale mezi hlupáky snadno našla sponzora, který jí platil jenom za sliby sexuálního vyžití. Dozorci zatím Joea odvekli k porouchanému tetovacímu automatu, který nebyl schopen správně pochopit mluvené slovo a vytetoval mu na ruku jméno „Nevím Určitě“ (v angl. originále „Not Sure“). Poté ho odvedli na test inteligence kvůli zařazení ke správné vězeňské práci. Jméno Nevím Určitě už Joeovi zůstalo napořád. Při příjezdu do vězení se mu při pohledu na tlustého vězně sedícího na hlavě spoluvězně povedlo oklamat dozorce a namluvil jim, že ho mají správně pustit. Avšak na útěk se záhy přišlo.
Ve vězeňské uniformě dorazil zpět do Fritova bytu, kterého požádal, aby ho dostal ke stroji času, že určitě nějaký musí existovat. Slíbil mu miliardy dolarů, které se mu na takovou sumu zúročí, když v 21. století založí bankovní účet na Fritovo jméno. Frito o jednom stroji času věděl, ale museli rychle zmizet, neboť jim byla policie v patách. Náhodou projeli Fritovým automobilem (pokud se to automobilem vůbec dá nazvat) místem, kde byla Rita, a Joe ji přesvědčil, aby nastoupila, aby jí mohl vysvětlit jejich situaci. Rita očividně dosud netušila, že se místo o rok přesunula časem o 500 let, navíc měla panickou hrůzu z Upgrayedda. Avšak senzor na ulici načetl Joeovo tetování a vyvolal poplach na ulici i přímo v autě, kterému došlo palivo. Všichni tři tedy utekli a na místo dorazila zásahová jednotka, která rozstřílela auto na kusy. Dál museli pěšky a po několikahodinovém putování kolem hor odpadků, zřícené či nedostavěné infrastruktury a skrz ohromný slum dorazili do obchodního domu Costco, zabírajícího plochu o několik řádu větší, než jak Joe s Ritou znali ze své doby. Zde je Frito, který zde získal právnické „vzdělání,“ zavedl do jakéhosi metra, kde však bylo Joeovo tetování opět identifikováno senzorem. Zatímco Rita si šla při čekání na vlak odskočit, byl Joe opět zatčen a Frito odjel metrem sám.
Policie však Joea tentokrát neodvezla do vězení, ale do Bílého domu, kde ho jmenovali ministrem vnitra USA. Vybrali ho dle testů, kterým byl podroben při příchodu do vězení o den dříve. Měl totiž nejvyšší IQ na světě. Vládu tvořila směs nekompetentních lidí, kteří se nijak nelišili od všech, které Joe dosud poznal. Prezidentem byl bývalý profesionální zápasník a pornoherec Dwayne Elizondo Mountain Dew Herbert Camacho, tmavé pleti s dlouhými vlasy, ovšem ani on moc rozumu neměl, avšak byl aspoň dost inteligentní na to, aby si uvědomil, jaké má jeho země existenční problémy. Proto přivedl před Sněmovnu reprezentantů Joea „Nevím Určitěho,“ aby nespokojeným delegátům, kteří spíše připomínali rozběsněné fotbalové fanoušky, nasliboval, že právě Nevím Určitě vyřeší do týdne akutní problémy s neúrodou a odvrátí hrozící hladomor, i odstraní prachové bouře a problémy s hospodářstvím. Joe se až teprve nyní dověděl, proč byl jmenován ministrem, a pokud vše splní, dostane prezidentskou milost. Joe proto ihned po „jednání“ sestavil tým, tedy nechal přivést Frita a Ritu, která byla mezitím též zatčena a tetována za to, že brala od jistého muže peníze, aniž by vykonala sexuální služby. Chtěl s nimi však ve skutečnosti utéct časem do své doby.
Ostatním ministrům řekl, že se chce podívat na zničenou úrodu poblíž muzea u Costco. Když mu tam policisté konečně dovezli Ritu, odvedl ji do uschlého křoví a ostatním ministrům namluvil, že z důvodu sexuálních aktivit. Zde Ritě vysvětlil svůj plán útěku, avšak Fritova mapa byla k ničemu. Cestou zpátky se zapnulo zavlažování pole, kde nic nerostlo (v podstatě ve filmu dosud nebylo vidět nikde ani trochu zeleně) a Joe zjistil, že je zavlažováno zelenou limonádou „Brawndo“ a nikoliv vodou. Brawndo totiž v průběhu 24. století koupilo od hloupnoucí státu FDA, FCC a převzalo kompletně i celé americké federální ministerstvo zemědělství, než vedení Brawndo zcela zhlouplo také a nechalo řízení firmy na počítači. Joe prosadil, aby se pole od nynějška zalévalo vodou „ze záchodu“ (jinde nebyla dostupná) tak, že přesvědčil ostatní ministry a prezidenta Camacha, že umí hovořit s rostlinami a ty žádají vodu (logickým argumentům nikdo nerozuměl). Jednoho večera si Rita s Joem promluvili, jak vůbec mohl svět takto skončit, a jak je divné být chytřejší než všichni ostatní. Joe se obviňoval, že se tak stalo kvůli lidem jako on, který se o nic nezajímal a proplouval životem. Rita Joeovi poděkovala, že jí dostal z vězení. Jeho plán však vyžadoval čas, neboť zavlažování muselo z půdy nejprve odstranit škodlivé sole, které lidi znali jen jako „elektrolyty.“ Ale také rychle způsobil pád akcií Brawnda na nulu, přičemž onen počítač automaticky reagoval vyhazovem poloviny veškeré americké populace z práce. To vyvolalo nepokoje tupého davu a Joe byl opět zatčen. 
Joe byl dalšího dne soudem uznán vinným z kolapsu ekonomiky a odsouzen k jednodenní „rehabilitaci.“ Joe si mylně myslel, že se jedná o mírný trest, ve skutečnosti se jednalo o souboj monster trucků v aréně na život a na smrt proti němu v malém směšně vypadajícím autě, tedy o veřejnou popravu. Den před popravou ho navštívila ve vězení Rita, kterou Joe vyzval, aby neotálela a vrátila se časem bez něj, a apeloval na ni, aby vyzývala lidstvo ke čtení a vzdělávání, aby odvrátila tuto budoucnost. Zatímco Rita balila v Bílém domě své věci a úkolovala hloupého Frita k dopravě ke stroji času, začala rehabilitace, kdy Joe přišel na řadu jako poslední číslo programu. Bachaři naložili vozíkem ohromnou kouli, k níž byl Joe řetězem připoután, na jeho směšné autíčko, kterým se měl postavit třem monster truckům, z nichž největší ovládal veterán „Suprová Flákota.“ Při průjezdu příliš malými vraty se na něj ale sesypal celý vjezd do arény a byl ze hry. Frito to začal v televizi se zájmem sledovat, zatímco Rita smutně hleděla z okna, kde spatřila v pustině za Bílým domem malou růžičku. Změnila plán a nechala se Fritem dovézt do arény, aby zastavila popravu, neboť plán fungoval a na poli okolo cesty začaly klíčit plodiny. Mezitím Joe bojoval o svůj život v aréně, kde boj skončil destrukcí obou zbylých monster trucků, které se srazily s jeho prázdným vozem poté, co z něj vypadl balvan i řetězem spoutaný Joe.
Ritu však prezident Camacho nechtěl poslouchat, tak vymyslela plán. Podplatila kameramana, aby šel s Fritem ven a natočil zelenající se pole. Sama vnikla do studia, odkud vylákala pryč tamního hloupoučkého technika, a čekala, až Frito s kameramanem dorazí na místo, ti však zcela zapomněli, kam a proč jedou, takže zamířili do nevěstince, kde byl zrovna program se slevou. Mezitím se ze sutin vyhrabal Suprová Flákota a začal po Joeovi střílet a šlehat plamenometem, avšak nepřesně. Joe vylezl po sutinách k mikrofonu zavěšeného nad arénou, aby se omluvil za svůj údajný zločin, vyjasnil, že on sám sebe nepovažoval nikdy za toho nejchytřejšího, tak ho nazvali oni sami, a vyzval přítomné diváky, zda skutečně chtějí zabít jediného člověka, který se snažil jim pomoci. Hala na chvíli ztichla, avšak pak Suprová Flákota opět začal mířit oheň na Joea, visícího za mikrofon, dokud nespadl. Zatím Frito vylezl s kameramanem z nevěstince ven a díky reklamnímu nápisu na rehabilitaci si vzpomněl, proč tam odjel. Popadl kameru a natočil zelenající se pole, které Rita ukázala na velkoplošné obrazovce. Jakmile se Joe pustil mikrofonu, Suprová Flákota se chystala k poslednímu úderu k usmrcení Joea. Do arény však vnikl z hlediště prezident Camacho a souboj ihned zastavil, neboť se ukázalo, že Joeův plán fungoval a je nevinen.
Na večerní oslavě před Bílým domem prezident Camacho udělil Joeovi „Nevím Určitěmu“ oficiálně milost a jmenoval ho novým viceprezidentem. Joe sice odmítal, že se musí vrátit domů, ale Camacho ho přesvědčil jeho vlastními slovy, která pronášel dříve. Přesvědčilo ho i Ritino rozhodnutí zůstat, neboť se stala ředitelkou Starbucks, i možnost začít znovu život od začátku. Později se oba dostali s Fritem ke stroji času, který byl ve skutečnosti jen předraženou okružní jízdou s historickými, značně zkreslenými tématy. Brzy poté skončil Camachovi prezidentský mandát a novým prezidentem byl zvolen Joe „Nevím Určitě.“ Ve své inaugurační řeči uvedl způsobem, aby byl správně hloupým obyvatelstvem pochopen, že bývaly časy, kdy čtení nebylo určeno jen pro homosexuály (za toho Joea měli v tomto filmu kvůli schopnosti číst všichni), a to umožnilo lidem učinit i takové věci jako let na Měsíc. Za svého viceprezidenta si vybral Frita a první dámou byla Rita. S ní se oženil a měl s ní tři nejchytřejší děti na světě, zatímco Frito si vzal osm manželek a měl s nimi 32 nejhloupějších dětí na světě. Zda se jim podařilo spasit svět před sebedestrukcí hloupostí, není známo, každopádně na jiném místě mezi odpadky vyplavala ještě třetí rakev, v níž se probudil Upgrayedd, který ihned začal hledat Ritu.